# كديكاتيري

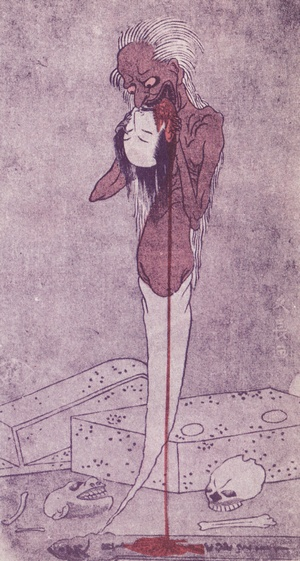
الشبح يأكل رأس امرأة (رسم توضيحي لإيبيتسوساي بونشو، القرن الثامن عشر).

كديكاتيري (بالإنجليزية: Kubikajiri)‏ - (باليابانية: 首かじり)، هو شبح في الفلكلور الياباني يأكل رؤوس ضحاياه، أحياءً أو أمواتًا، حيوانًا أو بشرًا. يقال إن المخلوق بلا رأس نفسه ويمكن اكتشاف وجوده بشكل مميز عن طريق شم رائحة الدم الطازج. وفي وقت متأخر من الليل، يخرج ليتصيد في المقبرة على أمل أن يعثر على رأسه.